# La Classe (série télévisée)
Pour les articles homonymes, voir La Classe.
La Classe (The Class) est une série télévisée américaine en 19 épisodes de 22 minutes créée par David Crane et Jeffrey Klarik, diffusée entre le 18 septembre 2006 et le 2 février 2007 sur le réseau CBS.
En France, la série a été diffusée pour la première fois le 5 mai 2007 sur TPS Star.

## Synopsis
Ethan Haas a décidé, à l'occasion de ses fiançailles avec Joanne rencontrée en primaire, de réunir tous leurs anciens camarades de CE2 qu'ils n'ont pas revu depuis. Parmi ceux-ci : Lina Warbler, une romantique un peu "fofolle" ; sa jumelle Kat, une photographe cynique et sarcastique ; Duncan Carmello, rital macho qui vit toujours chez sa mère envahissante ; Kyle Lendo, la coqueluche des filles au lycée qui a trouvé l'amour en la personne d'Aaron ; Richie Velch, le gaffeur dépressif et suicidaire ; Holly Ellenbogen, journaliste hystérique mariée à l'extravagant Perry Pearl (elle est la seule à ne pas se rendre compte qu'il est indéniablement "gay") ; et enfin Nicole Allen, qui a épousé faute de mieux l'ancien champion de football Yonk Allen, de quinze ans son aîné, après que Duncan l'a larguée. La fête ne tourne cependant pas comme prévu : Joanne rompt brutalement avec Ethan sous prétexte qu'il l'étouffe avec sa gentillesse, Duncan recraque pour Nicole et Richie, qui a eu le coup de foudre pour Lina, écrase par mégarde celle-ci avec sa voiture à l'issue de leur premier rendez-vous.
Une série politiquement « incorrecte » à l'humour décapant, par le cocréateur de Friends, Les Dessous de Veronica et Dingue de toi.

## Distribution

### Rôles principaux
- Jason Ritter (VF : Olivier Podesta) : Ethan Haas
- Lizzy Caplan (VF : Anne Dolan) : Kat Warbler
- Jon Bernthal (VF : Vincent Ribeiro) : Duncan Carmello
- Andrea Anders (VF : Alexia Lunel) : Nicole Allen
- Sean Maguire (VF : Luc Boulad) : Kyle Lendo
- Lucy Punch (VF : Barbara Beretta) : Holly Ellenbogen
- Heather Goldenhersh (VF : Martine Regnier) : Lina Warbler
- Jesse Tyler Ferguson (VF : Emmanuel Karsen) : Richie Velch

### Rôles secondaires
- David Keith (VF : Patrick Laplace) : Yonk Allen
- Julie Halston (VF : Ève Guerrier) : Tina Carmello
- Sam Harris (VF : Antoine Nouel) : Perry Pearl
- Jaime King (VF : Nathalie Bienaimé) : Palmer
- Sara Gilbert (VF : Christine Bellier) : Fern Velch
- Cristián de la Fuente (VF : Jean-Christophe Clément) : Aaron
- Karley Scott Collins (VF : Delphine Braillon) : Oprah Liza Pearl
- Trent Ford (VF : Denis Laustriat) : Benjamin Chow

## Épisodes
1. La classe fait le bilan (Pilot)
2. La classe va à l'hôpital (The Class Visits a Hospital)
3. La classe découvre les ouragans (The Class Learns About Hurricanes)
4. La classe s'inscrit au CP (The Class Blows the Whistle)
5. La classe goutte aux yaourts surgelés (The Class Gets Frozen Yogurt)
6. La classe au casino (The Class Goes Trick-Or-Treating)
7. La classe au concert (The Class Goes to a Bar)
8. La classe fête un anniversaire (The Class Celebrates a Birthday)
9. La classe fête Thanksgiving (The Class Gives Thanks)
10. La classe au magasin (The Class Runs Into a Convenience Store)
11. La classe fait la fête (The Class Celebrates an Anniversary)
12. La classe visite un quartier (The Class Goes to a Bad Neighborhood)
13. La classe au lit (The Class Hits It)
14. La classe va au musée (The Class Has to Go to a Stupid Museum)
15. La classe mange du poulet à la marocaine (The Class Eats Moroccan Chicken)
16. La classe de neige (The Class Has a Snow Day)
17. La classe colmate une fuite (The Class Springs a Leak)
18. La classe au rodéo (The Class Rides a Bull)
19. La classe retourne à l'hôpital (The Class Goes Back to the Hospital)

## Commentaires
La série a été annulée après 19 épisodes, malgré de bonnes critiques et des audiences satisfaisantes.